# Endotrichum powellii
Endotrichum powellii là một loài Rêu trong họ Pterobryaceae. Loài này được (Mitt.) A. Jaeger miêu tả khoa học đầu tiên năm 1877.